# Довжоцький заказник (Хмельницька область)
Довжо́цький зака́зник — ботанічний заказник загальнодержавного значення в Україні. Розташований у межах Кам'янець-Подільського району Хмельницької області, на північний захід від села Ліпини. 

## Опис
Площа 655 га. Оголошений відповідно до указу президента України № 715/96 від 20.08.1996 року. Перебуває у віданні Кам'янець-Подільського держлісгоспу (Кадієвецьке л-во, кв. 48-57, 59-61). 
Охороняється ділянка дубово-грабових і грабових лісів. Зростають цінні лікарські, декоративні, реліктові та рідкісні види рослин, занесені до Червоної книги України — лілія лісова, підсніжник білосніжний, а також низка орхідних. 
Входить до складу національного природного парку «Подільські Товтри».